# Wilhelm Ostwald
Wilhelm Ostwald (latvijski: Vilhelms Ostvalds), (Riga, Latvija, 2. rujna 1853. – Leipzig, 4. travnja 1932.), njemački kemičar i filozof. Dobio je Nobelovu nagradu za kemiju 1909. godine za svoj znanstveni doprinos u poljima katalize, kemijskih ravnoteža i brzina reakcija.
Nakon što se 1906. povukao iz akademskog života, Ostwald se uključio, i pružio značajan doprinos filozofiji, umjetnosti i politici. Ostwald je opisan kao polihistos.  